# Принцип самоузгодженості Новикова
Принцип самоузгодженості Новикова — принцип, покликаний розв'язати парадокси, пов'язані з подорожами в часі, які теоретично допускають деякі розв'язки рівнянь Ейнштейна, що дозволяють існування замкнутих часоподібних ліній. У спрощеному формулюванні принцип самоузгодженості постулює, що при переміщенні в минуле ймовірність дії, яка змінює подію, що вже сталася з мандрівником, близька до нуля. Сформулював у середині 1980-х років астрофізик та космолог І. Д. Новиков.

## Історія питання
Твердження, аргументи та філософські принципи, близькі за змістом до принципу самоузгодженості, бачимо в художній літературі від 1940-х років. У опублікованому в червні 1941 року оповіданні «Time wants a skeleton» Росс Роклін вкладає в уста одного з персонажів фразу «Майбутнє і сьогодення повинні співпрацювати, щоб майбутнє було логічним!» (англ. "Future and present demands co-operation, if there was to be a logical future!"). Того ж року в оповіданні Роберта Гайнлайна «За власними слідами» сюжетна лінія описує людину, яка зустрічає старіші версії себе, що подорожує в часі. У міру старіння та участі в цих самих подіях «з іншого боку», всі вони складаються в цілком самоузгоджений ланцюжок.
1958 року Гайнлайн повернувся до цієї ж теми в оповіданні «Всі ви — зомбі», в якому зустрічі персонажа зі своїми пізнішими версіями ілюструють крайній випадок парадокса походження, за якого людина, яка змінила стать, є своєю ж матір'ю і батьком одночасно. В оповіданні Роберта Янга «Дівчина-кульбабка», вперше опублікованому 1961 року в журналі The Saturday Evening Post, головна героїня досить чітко формулює цей принцип. У романі Гаррі Гаррісона «Машина часу «Техніколор»» (1967 рік) головний герой вирушає в минуле для знімання фільму про заснування колонії вікінгів у Північній Америці. Однак потім з'ясовується, що саме їхня «знімальна» колонія і увійшла в історію, як «справжня», і деякі члени знімальної групи виявилися увічненими у скандинавських сагах. У науковій літературі про цю ідею вперше згадують Я. Б. Зельдович і І. Д. Новиков 1975 року, висловлюючи думку про те, що існування замкнутих часоподібних ліній не обов'язково призводить до порушення принципу причинності. Події на такій лінії можуть впливати одна на одну за замкненим циклом, тобто бути «самоузгодженими». Аналогічне міркування є і в пізнішій книзі Новикова, однак строге формулювання принцип отримав лише 1990 року:
Ми формулюємо цю точку зору як принцип самоузгодженості, який постулює, що з усіх можливих моделей, які допускають відомі закони фізики, в нашому Всесвіті локально можуть існувати тільки ті, які глобально самоузгоджені. Цей принцип дозволяє дослідникам будувати розв'язки фізичних рівнянь лише за умови, що локальний розв'язок можна розширити до частини (не обов'язково унікальної) глобального розв'язку, який визначено для всіх частин простору-часу за винятком сингулярностей.
Оригінальний текст (англ.)
We shall embody this viewpoint in a principle of self-consistency, which states that the only solutions to the laws of physics that can occur locally in the real Universe are those which are globally self-consistent. This principle allows one to build a local solution to the equations of physics only if that local solution can be extended to a part of a (not necessarily unique) global solution, which is well defined throughout the nonsingular regions of the spacetime.

## Вплив на культуру
Принцип Новикова використано в низці художніх творів. У романі Роберта Л. Форварда «Timemaster» ілюструються можливі механізми, що перешкоджають порушенню самоузгодженості. У фільмі «12 мавп» будь-які спроби головного героя Джеймса Коула (якого зіграв Брюс Вілліс) змінити минуле незмінно провалюються. Зрештою, його смерть на його очах у дитячому віці відбувається саме так, як він її запам'ятав. Аналогічний наративний прийом покладено в основу фільму 1962 року «Злітна смуга». Схожий принцип використано в 5 сезоні серіалу «Залишитися живим». У серіалі його названо англ. Whatever Happened, Happened. Він ілюструється декількома сюжетними лініями, найпоказовішою з них є та, в якій герої подорожують у минуле і, намагаючись запобігти катастрофі їхнього літака, фактично запускають ланцюжок подій, що до неї призвів.
У 5-й серії 2-го сезону канадського серіалу «Континуум» герої обговорюють принцип самоузгодженості, однак у подальшому розвитку сюжету показано, що він не діє. Зазначений принцип також продемонстровано у фантастичному фільмі «Термінатор». Зокрема, Джон Коннор зміг з'явитися на світ, тільки відправивши в минуле свого батька Кайла Різа, а комп'ютер Скайнет розробили завдяки нейропроцесору, вилученому з робота, якого сам комп'ютер послав у минуле. Таким чином, втручанням у просторово-часовий континуум Джон Коннор та «Скайнет» гарантували своє існування.